# Epamera laon
Epamera laon är en fjärilsart som beskrevs av William Chapman Hewitson 1878. Epamera laon ingår i släktet Epamera och familjen juvelvingar. Inga underarter finns listade i Catalogue of Life.